# Serhiï Tihipko
Serhiï Leonidovytch Tihipko (ukrainien : Сергій Леонідович Тiгiпко), né le 13 février 1960 à Dragonesti (Moldavie), est un économiste et homme politique ukrainien.

## Biographie

### Éducation et carrière financière
Serhiï Tihipko est l'ancien président de la Banque nationale d'Ukraine. Il parle couramment ukrainien, russe, et français. Il a l'ordre de la légion d'honneur.

### Carrière politique

#### Élection présidentielle de 2010
Ancien ministre de l'économie du Gouvernement Iouchtchenko, il se présente à l'élection présidentielle de 2010 au nom du parti Ukraine forte : il termine en troisième position au premier tour, avec 13,06 % des voix, derrière Viktor Ianoukovitch et Ioulia Tymochenko. Il réunit la plupart de ses voix dans le sud et l'est du pays.

#### Union avec le Parti des régions
À la suite de l'élection de Viktor Ianoukovitch à la tête de l’État, il fait part de sa disponibilité pour devenir Premier ministre. Cette demande restera sans suite. Toutefois, sous la houlette de Tihipko, Ukraine Forte entreprend de se rapprocher du Parti des régions au pouvoir. Le 17 mars 2012, les deux partis fusionnent, et Serhiï Tihipko devient membre du conseil politique national du Parti des régions, et président du groupe parlement du parti à la Rada.
Du 11 mars 2010 au 24 décembre 2012, il est également l'un des vice-Premiers ministres de l'Ukraine, avec le portefeuille de la politique sociale dans le Gouvernement Azarov I.

#### Élection présidentielle de 2014
Après le mouvement d'euromaïdan et la destitution du président Viktor Ianoukovitch, il se déclare candidat à l'élection présidentielle anticipée prévue pour le 25 mai 2014. Il est alors en tête dans les sondages parmi les candidats potentiels du Parti des régions, avec entre 8,5 et 20 % des voix. Il promet notamment de faire du russe la seconde langue officielle. Cependant, le 29 mars, le congrès du Parti des régions nomme Mikhaïl Dobkine comme candidat pour l'élection présidentielle, et alors que Tihipko ne se retire pas, il est exclu du parti le 7 avril. Il refonde alors Ukraine forte.
Serhiï Tihipko se classe cinquième avec 5,23 % des voix, devant Mikhaïl Dobkine (3,03 %). L'élection voit la victoire de Petro Porochenko.